# Csengőd
Csengőd là một thị trấn thuộc hạt Bács-Kiskun, Hungary. Thị trấn này có diện tích 48,89 km², dân số năm 2010 là 2127 người, mật độ 44 người/km².